# Campionati del mondo di atletica leggera 2011 - Salto in lungo femminile
Il salto in lungo femminile ai campionati del mondo di atletica leggera 2011 si è tenuto dal 27 al 28 agosto 2011: gli standard di qualificazione erano di 6,75 m (A) e 6,55 m (B). Si sono qualificate 36 atlete, ma parteciparono solo in 35.

## Risultati

### Qualificazioni
Si va in finale con 6,75 m o rientrando tra i primi 12.
| Pos  | Gruppo | Atleta                      | Nazione                   | #1   | #2   | #3   | Ris  | Note |
| ---- | ------ | --------------------------- | ------------------------- | ---- | ---- | ---- | ---- | ---- |
| 1    | B      | Maurren Higa Maggi          | Brasile                   | 6.55 | 6.86 |      | 6.86 | Q    |
| 2    | B      | Anastasija Mirončyk-Ivanova | Bielorussia               | 6.80 |      |      | 6.80 | Q    |
| 3    | A      | Brittney Reese              | Stati Uniti               | 6.41 | x    | 6.79 | 6.79 | Q    |
| 4    | B      | Dar'ja Klišina              | Russia                    | 6.77 |      |      | 6.77 | Q    |
| 5    | A      | Naide Gomes                 | Portogallo                | 6.76 |      |      | 6.76 | Q    |
| 6    | B      | Funmi Jimoh                 | Stati Uniti               | 6.68 | x    | 6.26 | 6.68 | q    |
| 7    | A      | Ol'ga Kučerenko             | Russia                    | 6.37 | 6.67 | x    | 6.67 | q    |
| 8    | A      | Carolina Klüft              | Svezia                    | 6.60 | x    | 6.40 | 6.60 | q    |
| 9    | B      | Ineta Radēviča              | Lettonia                  | x    | 6.59 | x    | 6.59 | q    |
| 10   | B      | Mayookha Johny              | India                     | 6.52 | x    | 6.53 | 6.53 | q    |
| 11   | B      | Karin Mey Melis             | Turchia                   | x    | x    | 6.52 | 6.52 | q    |
| 12   | A      | Janay DeLoach               | Stati Uniti               | x    | 6.29 | 6.51 | 6.51 | q    |
| 13   | B      | Ol'ga Zajceva               | Russia                    | 6.50 | x    | x    | 6.50 |      |
| 14   | A      | Bianca Kappler              | Germania                  | 6.48 | 6.48 | 6.32 | 6.48 |      |
| 15   | A      | Viktorija Rybalko           | Ucraina                   | 6.45 | x    | 6.40 | 6.45 |      |
| 16   | A      | Veranika Šutkova            | Bielorussia               | 6.45 | x    | 6.29 | 6.45 |      |
| 17   | A      | Bianca Stuart               | Bahamas                   | x    | 3.96 | 6.44 | 6.44 |      |
| 18   | B      | Blessing Okagbare           | Nigeria                   | x    | 6.36 | 6.27 | 6.36 |      |
| 19   | B      | Irene Pusterla              | Svizzera                  | 6.34 | 6.22 | 6.21 | 6.34 |      |
| 20   | B      | Shara Proctor               | Gran Bretagna             | x    | x    | 6.34 | 6.34 |      |
| 21   | A      | Marestella Torres           | Filippine                 | 6.31 | 6.19 | 6.22 | 6.31 |      |
| 22   | A      | Teresa Dobija               | Polonia                   | x    | x    | 6.30 | 6.30 |      |
| 23   | A      | Lauma Griva                 | Lettonia                  | 6.27 | 6.16 | 6.10 | 6.27 |      |
| 24   | A      | Keila Costa                 | Brasile                   | 6.09 | 6.07 | 6.26 | 6.26 |      |
| 25   | A      | Yuliya Tarasova             | Uzbekistan                | x    | 6.26 | x    | 6.26 |      |
| 26   | B      | Éloyse Lesueur              | Francia                   | x    | x    | 6.22 | 6.22 |      |
| 27   | B      | Nina Kolarič                | Slovenia                  | x    | 6.19 | 6.15 | 6.19 |      |
| 28   | A      | Jovanee Jarrett             | Giamaica                  | 6.19 | x    | 5.75 | 6.19 |      |
| 29   | B      | Jung Soon-ok                | Corea del Sud             | x    | x    | 6.18 | 6.18 | SB   |
| 30   | B      | Chantel Malone              | Isole Vergini Britanniche | 5.96 | 6.12 | x    | 6.12 |      |
| 31   | B      | Sostene Moguenara           | Germania                  | x    | x    | 6.02 | 6.02 |      |
| 32   | A      | Ola Sesay                   | Sierra Leone              | 5.64 | 5.94 | 5.43 | 5.94 |      |
| 33   | B      | Tori Polk                   | Stati Uniti               | x    | 5.66 | x    | 5.66 |      |
| 34   | A      | Enas Gharib                 | Egitto                    | 5.35 | 5.48 | 5.44 | 5.48 | SB   |
| N.D. | B      | Concepción Montaner         | Spagna                    | x    | x    | x    | NM   |      |
| N.D. | A      | Ivana Španović              | Serbia                    |      |      |      | DNS  |      |

### Finale
| Pos  | Atleta                      | Nazione     | #1   | #2   | #3   | #4   | #5   | #6   | Misura | Note  |
| ---- | --------------------------- | ----------- | ---- | ---- | ---- | ---- | ---- | ---- | ------ | ----- |
| 1    | Brittney Reese              | Stati Uniti | 6.82 | x    | x    | x    | x    | x    | 6.82   |       |
| 2    | Ineta Radēviča              | Lettonia    | 6.61 | 6.63 | 6.66 | 6.61 | x    | 6.76 | 6.76   | SB    |
| 3    | Anastasija Mirončyk-Ivanova | Bielorussia | x    | 6.71 | 6.74 | x    | x    | x    | 6.74   |       |
| 4    | Carolina Klüft              | Svezia      | x    | 6.44 | 6.56 | x    | 6.37 | x    | 6.56   |       |
| 5    | Janay DeLoach               | Stati Uniti | 6.32 | 6.39 | x    | x    | 6.32 | 6.56 | 6.56   |       |
| 6    | Dar'ja Klišina              | Russia      | 6.39 | 6.30 | 6.49 | x    | 6.50 | 6.33 | 6.50   |       |
| 7    | Karin Mey Melis             | Turchia     | x    | 6.44 | x    | x    | 6.44 | 6.19 | 6.44   |       |
| 8    | Mayookha Johny              | India       | 6.37 | 6.31 | 6.26 |      |      |      | 6.37   |       |
| 10   | Naide Gomes                 | Portogallo  | x    | 6.16 | 6.26 |      |      |      | 6.26   |       |
| 11   | Maurren Higa Maggi          | Brasile     | x    | x    | 6.17 |      |      |      | 6.17   |       |
| N.D. | Funmi Jimoh                 | Stati Uniti | x    | x    | x    |      |      |      | NM     |       |
| N.D. | Ol'ga Kučerenko             | Russia      | 6.48 | 6.56 | 6.65 | 6.77 | x    | x    | DQ     | [ 1 ] |